# Charinus aguayoi
Charinus aguayoi es una especie de araña del género Charinus, familia Charinidae. Fue descrita científicamente por Moyá-Guzmán en 2009.
Es nativa de la región Caribe. El caparazón de los machos descrito por Miranda, Giupponi, Prendini y Scharff en 2021 mide de 1,56 a 2,34 mm de largo por 2,06 a 3,12 mm y el de las hembras de 1,82 a 2,56 mm de largo por 2,50 a 3,44 mm.